# Malik Tillman
Malik Leon Tillman (* 28. Mai 2002 in Nürnberg) ist ein deutsch-US-amerikanischer Fußballspieler. Er ist variabel auf allen Positionen in der Offensive sowie im Mittelfeld einsetzbar. Wie sein drei Jahre älterer Bruder Timothy spielte er in der Jugend der SpVgg Greuther Fürth. Als dieser vom FC Bayern München verpflichtet wurde, wechselte auch Malik nach München. Auf Nationalmannschaftsebene lief er zunächst für die USA auf, das Geburtsland seines Vaters, anschließend rund fünf Jahre für die Junioren-Mannschaften des DFB, ehe er sich endgültig für die US-amerikanische Nationalmannschaft entschied.

## Sportliche Laufbahn

### Vereine

#### Jugendzeit in Franken und München
Malik Tillman wurde als Sohn einer Deutschen und eines afroamerikanischen Angehörigen der US-Streitkräfte in Nürnberg geboren. Die Eltern trennten sich früh und die Mutter zog sowohl Malik als auch seinen drei Jahre älteren Bruder Timothy fortan allein auf. Die Mutter lebte mit ihren Söhnen in Fürth und ebenso wie sein Bruder begann auch Malik mit dem Vereinsfußball beim ASV Zirndorf vor den Toren der Stadt. Malik spielte dann später, wie sein Bruder auch, in der Jugend der SpVgg Greuther Fürth. Nachdem sich der mittlerweile 16-jährige Timothy dort ins Blickfeld der großen deutschen Vereine gespielt hatte, erfolgte im Sommer 2015 nicht nur dessen Wechsel zum FC Bayern München, Malik fand Aufnahme in der U14-Mannschaft des FC Bayern München und der Mutter wurde zudem eine Arbeitsstelle in München vermittelt.
In der U14, der jüngeren der beiden C-Jugend-Mannschaften der Münchner, spielte er nun unter der Leitung des ehemaligen österreichischen Nationalspielers Harald Cerny gegen U15-Mannschaften, stand dabei meist in der Startelf, wurde aber auch häufig ausgewechselt. Tillman traf im Verlauf der Saison in der C-Junioren-Bayernliga Süd, meist in zentraler Position spielend, lediglich einmal ins gegnerische Tor und belegte mit der Mannschaft nur einen Platz im Mittelfeld der Tabelle. Ohne Trainer Cerny, dessen Vertrag nicht verlängert worden war, spielte Malik Tillman in der Folgesaison mit der U15, der älteren C-Jugend des FC Bayern, eine Spielklasse höher in der C-Junioren-Regionalliga Süd. Dort traf Tillman häufiger, insgesamt neunmal, und wurde im Saisonverlauf zum Mannschaftskapitän. Das Team hinkte jedoch der süddeutschen Konkurrenz, insbesondere dem überlegenen Meister VfB Stuttgart, deutlich hinterher. Im Verlauf des Frühjahrs rückte Tillman dann bereits in die U16 auf, für die er jedoch nur wenige Spiele bestritt. Ab Sommer 2017 war er, gerade 15 geworden, bereits fester Bestandteil im zentralen Mittelfeld der U17 in der B-Junioren-Bundesliga. Mit drei Saisontoren trug er dazu bei, dass der FC Bayern mit Trainer Holger Seitz knapp vor dem VfB Stuttgart Erster in der Staffel Süd/Südwest wurde und sich damit für die Endrunde um die deutsche B-Junioren-Meisterschaft qualifizierte. Im Halbfinale wurden dort zwar RB Leipzig die Grenzen aufgezeigt, das Finale gegen Borussia Dortmund mit seinem 13-jährigen „Wunderkind“ Youssoufa Moukoko ging jedoch auf eigenem Platz mit 2:3 verloren.
Auch in der Folgesaison lief Tillman unter dem neuen Trainer Miroslav Klose zunächst für die U17 auf, inzwischen als Spielführer und mit deutlich offensiverer Rolle als in der Vorsaison. So erzielte er in 14 Ligaspielen 12 Tore, spielte aber im Frühjahr als noch 16-Jähriger bereits häufig für die U19 in der A-Junioren-Bundesliga. Mit der U17 stand er erneut in der Endrunde um die deutsche B-Junioren-Meisterschaft, bereits im Halbfinale erwies sich aber der 1. FC Köln als zu stark.
Zur Saison 2019/20 rückte Tillman dann endgültig zu den A-Junioren auf und spielte dort aufgrund seiner mittlerweile 1,86 Meter und der bulligen Statur meist als Mittelstürmer, auch wenn er selbst lieber, wie der von ihm sehr geschätzte französische Weltmeister Paul Pogba, im Mittelfeld spielt. Mit der U19 war Tillman auch in der UEFA Youth League aktiv. Dort schied die Mannschaft jedoch bereits im Achtelfinale gegen Dinamo Zagreb aus und auch in der Liga erfolgte für das Team ein frühzeitiges Saisonende, als im März 2020 aufgrund der Corona-Pandemie die Saison zunächst unterbrochen und schließlich ganz abgebrochen wurde. Zum Zeitpunkt des Abbruchs war die Mannschaft Tabellenführer und Tillman hatte mit 13 Toren in 17 Spielen den ersten Platz der Torjägerliste belegt.

#### Erste Erfahrungen im Herrenbereich
Anders als im Jugendbereich wurde die Saison im Profibereich jedoch ab Mai fortgesetzt und nachdem Tillman im Winter sowohl für die Profimannschaft als auch für die in der 3. Liga spielenden Amateure des FC Bayern bereits zu Testspieleinsätzen im Herrenbereich gekommen war, lief er ab dem 9. Juni regelmäßig als Mittelstürmer für die Amateurmannschaft auf, die als U23-Team dem Heranführen von Nachwuchsspielern an den Profikader dient. Vor Geisterspielkulisse stand Tillman gar meist in der Anfangself und erzielte in acht Einsätzen fünf Tore, die allesamt spielentscheidend waren, wie die beiden Tore zum 3:2-Sieg in Mannheim, die beiden Tore beim 2:1-Erfolg in Jena und der Siegtreffer beim 2:1 gegen den Lokalrivalen von der Grünwalder Straße. Somit trug er maßgeblich zur Drittliga-Meisterschaft der Bayern-Amateure bei. Als im August 2020 die Profimannschaft des FC Bayern die im März unterbrochene Champions-League-Saison zu Ende spielte, stand Tillman beim Achtelfinalrückspiel gegen den FC Chelsea im Spieltagskader und reiste anschließend mit der Mannschaft zum für den FC Bayern siegreichen Finalturnier nach Lissabon, bei dem er jedoch nicht zum Einsatz kam.
Auch in der Folgezeit war er mehrfach im Profikader, auf dem Platz stand er jedoch nur bei den Amateuren, die Mitte September in die neue Drittligasaison gestartet waren. Anfang Oktober erlitt er dort beim Heimspiel gegen Dynamo Dresden einen Kreuzbandriss und fiel für die gesamte Saison aus. Nach mehreren Abgängen von Spielern in höhere Spielklassen, die nicht adäquat ersetzt werden konnten, stieg die Amateurmannschaft nach der Drittligameisterschaft der Vorsaison zum Saisonende nach zwei Drittligajahren in die viertklassige Regionalliga Bayern ab.
Nach seiner Genesung stand Tillman in der Saison 2021/22 unter dem neuen Cheftrainer Julian Nagelsmann wieder im erweiterten Profikader. Ende August 2021 spielte der Stürmer beim 12:0-Sieg gegen den Fünftligisten Bremer SV in der ersten Runde des DFB-Pokals für die Profimannschaft, als er zur zweiten Halbzeit eingewechselt wurde und ein Tor erzielte. Ende September 2021 unterschrieb Tillman seinen ersten Profivertrag mit einer Laufzeit bis zum 30. Juni 2024. Zunächst spielte er jedoch weiterhin bei den Bayern-Amateuren, gegen Ende des Jahres kam er jedoch mehrfach bei den Profis zu Kurzeinsätzen, erstmals in der Startelf stand er im Januar 2022, als aufgrund von Corona-Infektionen, Verletzungen und Abstellungen zum Afrika-Cup 2022 der Profikader stark dezimiert war. Die erste Mannschaft des FC Bayern München wurde zum Ende der Saison 2021/22 zum zehnten Mal nacheinander deutscher Meister, wobei der in Nürnberg geborene Stürmer in lediglich vier Bundesligaspielen auflief.

#### Spielpraxis in Schottland
Zur Saison 2022/23 wechselte Tillman für ein Jahr auf Leihbasis mit Kaufoption in die schottische Premiership zu den Glasgow Rangers. Beim schottischen Rekordmeister zählte Malik Tillman meist zur Startelf und war in seinem vierten Pflichtspiel für seinen neuen Verein als Torschütze erfolgreich, er erzielte im Rückspiel der 3. Runde der Champions-League-Qualifikation im heimischen Ibrox Park den Treffer zum entscheidenden 3:0 gegen den belgischen Traditionsverein Union Saint-Gilloise und war nach der 0:2-Niederlage im Hinspiel somit maßgeblich am Erreichen der nächsten Runde beteiligt. Dort wurde der niederländische Vizemeister PSV Eindhoven bezwungen und die Gruppenphase erreicht, in der sich jedoch die Konkurrenz in Form des SSC Neapel, des FC Liverpool und Ajax Amsterdam als zu stark erwies. Alle sechs Gruppenspiele verloren die Schotten, Malik Tillman kam dort fünfmal zum Einsatz. Meist spielte er in Glasgow im offensiven Mittelfeld, mitunter aber auch auf den Außenpositionen, zunächst unter dem Niederländer Giovanni van Bronckhorst als auch nach dessen Entlassung unter seinem Nachfolger Michael Beale. Das Jahr 2022 endete für die Rangers mit neun Punkten Rückstand auf den Lokalrivalen Celtic Glasgow sowie für Tillman mit 17 Ligaeinsätzen in 19 Spielen und vier erzielten Toren. Bis zum Saisonende erzielte er sechs weitere Tore in 11 Ligaspielen.

#### Leihe und vertragliche Bindung in den Niederlanden
Anfang August 2023 wurde seine Vertragslaufzeit bis zum 30. Juni 2026 ausgedehnt und gleichzeitig ein Leihgeschäft mit dem niederländischen Erstligisten PSV Eindhoven für die Saison 2023/24 getätigt. Am 25. April 2024 (31. Spieltag) war er beim 8:0-Sieg im Auswärtsspiel gegen den SC Heerenveen nicht nur mit zwei Toren beteiligt, sondern auch Teil der Mannschaft, die damit vorzeitig die Meisterschaft realisierte. Am 10. Mai 2024 wurde das Leihgeschäft in eine bis zum 30. Juni 2028 vertragliche Festanstellung umgewandelt.

#### Rückkehr nach Deutschland
Im Juli 2025 wechselte Tillman zu Bayer 04 Leverkusen.

### Nationalmannschaft
Aufgrund der Staatsangehörigkeit seiner Eltern war Malik Tillman im Jugendbereich für die Nationalmannschaften beider Länder spielberechtigt. So bestritt er kurz nach seinem 14. Geburtstag seine ersten Länderspiele für die U15-Nationalmannschaft der USA im Juni 2016 bei zwei Spielen im Rahmen eines Turniers in der kroatischen Hauptstadt Zagreb. Gleich in der ersten Minute seiner ersten Partie leistete er die Vorarbeit zum 1:0-Siegtreffer des späteren Dortmunders Giovanni Reyna gegen die U16-Auswahl Montenegros. Es blieben jedoch seine bislang einzigen Einsätze für Nationalmannschaften des US-amerikanischen Fußballverbands. Sein nächstes Länderspiel folgte erst ein knappes Jahr später, als er im Mai 2017, kurz vor seinem 15. Geburtstag, für die deutsche U15 in den Niederlanden in Erscheinung trat. Erst im Frühjahr 2018 folgten dann die nächsten Länderspieleinsätze, drei an der Zahl für die deutsche U16-Auswahl, bevor es ab September für ihn in der U17 des DFB weiterging. Mit der Mannschaft qualifizierte er sich mühevoll für die U17-Europameisterschaft im Mai 2019 in Irland, bei der er mit dem Team aber bereits in der Vorrunde ausschied und somit die Qualifikation für die Weltmeisterschaft in Brasilien verpasste.
Auf sein nächstes Länderspiel musste er über zwei Jahre warten. Für die deutsche U20-Auswahl bestritt er im September 2021 zwei Spiele, kurz darauf war er für die U21 im Rahmen der Qualifikation zur U21-Europameisterschaft 2023 im Einsatz.
Im Mai 2022 entschied sich Tillman für einen Wechsel zum Fußballverband der USA. Anschließend wurde er von Gregg Berhalter für die im Juni 2022 anstehenden Testspiele in die US-amerikanische Nationalmannschaft berufen. Bis September 2022 kam er für die US-Auswahl insgesamt viermal jeweils als Einwechselspieler zum Einsatz, für die Weltmeisterschaft in Katar am Jahresende wurde er jedoch nicht berücksichtigt.

## Erfolge
National
- Niederländischer Meister 2023/24 und 2024/25
- Deutscher Meister 2021/22
- 3. Liga Meister 2019/20

International
- CONCACAF Nations League: Sieger 2023/24

## Auszeichnung
- Scottish PFA Young Player of the Year 2023[25]